# Okichitaw
Okichitaw è un'arte marziale basata su tecniche di combattimento degli indiani delle pianure Cree, mescolate con tecniche derivate da: Judo, Taekwondo e Hapkido. Fu fondato e sviluppato da prima dall'artista marziale canadese: George J. Lépine.

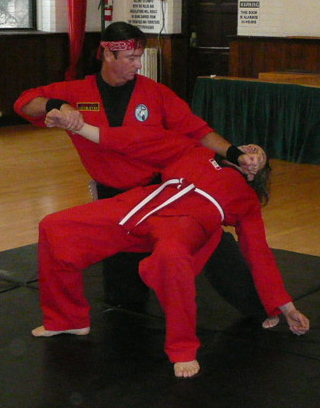
Lépine dimostra una tecnica

## Etimologia
Il termine Okichitaw si basa sulle pianure Cree: okichitawak, un titolo onorifico applicato ai guerrieri Cree dai guerrieri Elder dopo che un giovane uomo si mostrò in battaglia. Okichitawak fu usato per descrivere i guerrieri all'interno della comunità dove si erano sviluppate competenze specifiche che furono utilizzate per la sopravvivenza, la protezione e la guerra. Il nome Okichitaw fu suggerito dai nativi Elders in Lépine's native Manitoba quando di rivolsero a loro per essere orientati nel nominare l'arte marziale. Okichitawak fu modificato per essere facilmente pronunciato anche da coloro non parlavano la lingua Cree in: Oki Chi Taw.